# Художественная гимнастика на летних Олимпийских играх 2008 — групповое многоборье
Соревнования по художественной гимнастике в групповом многоборье на летних Олимпийских играх 2008 года состоялись с 21 по 24 августа 2008 года в спортивном зале Пекинского технологического университета. 21 и 22 августа прошли квалификационные соревнования, финал состоялся 24 августа.
Как и четыре года тому назад в Афинах, победу снова одержала сборная России.

## Регламент
В соревнованиях принимали участие национальные сборные, в каждой из которых было до шести гимнасток. Пять гимнасток выступали в каждом из двух упражнений: одно упражнение с пятью скакалками, второе упражнение с тремя обручами и двумя булавами. Баллы за результаты выступления в каждом упражнении складывались и формировали итоговый результат. По этой схеме проходили и квалификация, и финал. В квалификационном турнире участвовали 12 стран: 
- Россия
- Япония
- Беларусь
- Италия
- Украина
- Китай
- Болгария
- Азербайджан
- Испания
- Бразилия
- Израиль
- Греция

В финал выходили восемь сборных из двенадцати: они разыгрывали комплект наград. Баллы, полученные в квалификации, не учитывались при подведении итогов выступления.
Время соревнований — пекинское (UTC+08:00).
| Дата            | Этап  |              |
| --------------- | ----- | ------------ |
| 21 августа 2008 | 20:30 | Квалификация |
| 22 августа 2008 | 20:30 | Квалификация |
| 24 августа 2008 | 11:00 | Финал        |

## Квалификация
| Позиция | Состав сборной | 5 скакалок | 5 скакалок | 3 обруча + 2 булавы | 3 обруча + 2 булавы | Итого |        |   |
| ------- | --- | ---------- | --- | ------------------- | ------------------- | ----- | ------ | - |
| Позиция | Состав сборной | 1          | Беларусь · Олеся Бабушкина · Анастасия Иванькова · Ксения Санкович · Зинаида Лунина · Глафира Мартинович · Алина Тумилович | 17.525              | 17.425              | Итого | 34.950 | Q |
| 2       | Россия · Елена Посевина · Татьяна Горбунова · Анна Гавриленко · Дарья Шкурихина · Наталья Зуева · Маргарита Алийчук        | 17.000     | 17.700 | 34.700              | Q                   |       |        |   |
| 3       | Китай · Суй Цзяньшуан · Цай Тунтун · Чоу Тао · Чжан Шо · Сунь Дань · Лу Юаньян                                             | 17.300     | 17.225 | 34.525              | Q                   |       |        |   |
| 4       | Италия · Элиза Бланки · Фабриция Д’Оттавио · Маринелла Фалько · Даниэла Массерони · Элиза Сантони · Анжелика Савраюк       | 17.150     | 17.375 | 34.525              | Q                   |       |        |   |
| 5       | Болгария · Цвета Кусева · Иолита Манолова · Зорница Маринова · Майя Пауновска · Иоанна Танчева · Татьяна Тонгова           | 16.825     | 16.875 | 33.700              | Q                   |       |        |   |
| 6       | Украина · Кристина Черепенина · Елена Дмитраш · Алина Максименко · Вера Передерий · Юлия Слободян · Вита Зубченко          | 15.800     | 15.825 | 31.625              | Q                   |       |        |   |
| 7       | Израиль · Алёна Дворниченко · Катя Писецки · Мария Савенков · Рахель Вигдорчик · Вероника Витенберг                        | 15.300     | 16.225 | 31.525              | Q                   |       |        |   |
| 8       | Азербайджан · Анна Битиева · Дина Горина · Вафа Гусейнова · Анастасия Прасолова · Алина Трепина · Валерия Егай             | 15.575     | 15.875 | 31.450              | Q                   |       |        |   |
| 9       | Греция · Димитра Калафиду · Василики Маниу · Ольга-Афродити Пилаки · Параскеви Плексида · Иоанна Самара · Николетта Цагари | 15.400     | 15.600 | 31.000              | R                   |       |        |   |
| 10      | Япония · Юка Эндо · Тихана Хара · Саори Инагаки · Нати Мисава · Котоно Танака · Хонами Цубой                               | 15.425     | 15.425 | 30.850              | R                   |       |        |   |
| 11      | Испания · Барбара Гонсалес · Лара Гонсалес · Изабель Паган · Ана Пелас · Вероника Руис · Элизабет Салом                    | 15.725     | 14.375 | 30.100              |                     |       |        |   |
| 12      | Бразилия · Луана Фару · Даниэла Лейте · Таянн Мантованели · Луиза Мацуо · Марсела Менезеш · Николь Мюллер                  | 14.900     | 14.225 | 29.125              |                     |       |        |   |

## Финал
| Позиция | Состав сборной | 5 скакалок | 5 скакалок | 3 обруча + 2 булавы | 3 обруча + 2 булавы | Итого  |
| Позиция | Состав сборной | Баллы      | Штраф      | Баллы               | Штраф               | Итого  |
| ------- | --- | ---------- | ---------- | ------------------- | ------------------- | ------ |
|         | Россия · Елена Посевина · Татьяна Горбунова · Анна Гавриленко · Дарья Шкурихина · Наталья Зуева · Маргарита Алийчук        | 17.750 (1) | -          | 17.800 (1)          | -                   | 35.550 |
|         | Китай · Суй Цзяньшуан · Цай Тунтун · Чоу Тао · Чжан Шо · Сунь Дань · Лу Юаньян                                             | 17.575 (3) | -          | 17.650 (2)          | -                   | 35.225 |
|         | Беларусь · Олеся Бабушкина · Анастасия Иванькова · Ксения Санкович · Зинаида Лунина · Глафира Мартинович · Алина Тумилович | 17.625 (2) | -          | 17.275 (4)          | 0.20                | 34.900 |
| 4       | Италия · Элиза Бланки · Фабриция Д’Оттавио · Маринелла Фалько · Даниэла Массерони · Элиза Сантони · Анжелика Савраюк       | 17.000 (4) | -          | 17.425 (3)          | -                   | 34.425 |
| 5       | Болгария · Цвета Кусева · Иолита Манолова · Зорница Маринова · Майя Пауновска · Иоанна Танчева · Татьяна Тонгова           | 16.750 (5) | 0.20       | 16.800 (5)          | 0.20                | 33.550 |
| 6       | Израиль · Алёна Дворниченко · Катя Писецки · Мария Савенков · Рахель Вигдорчик · Вероника Витенберг                        | 16.050 (7) | 0.05       | 16.050 (6)          | -                   | 32.100 |
| 7       | Азербайджан · Анна Битиева · Дина Горина · Вафа Гусейнова · Анастасия Прасолова · Алина Трепина · Валерия Егай             | 16.075 (6) | -          | 15.500 (7)          | 0.05                | 31.575 |
| 8       | Украина · Кристина Черепенина · Елена Дмитраш · Алина Максименко · Вера Передерий · Юлия Слободян · Вита Зубченко          | 15.975 (8) | -          | 15.125 (8)          | 0.40                | 31.100 |

## Медалисты
| Золото | Серебро                                                                        | Бронза |
| Россия · Елена Посевина · Татьяна Горбунова · Анна Гавриленко · Дарья Шкурихина · Наталья Зуева · Маргарита Алийчук | Китай · Суй Цзяньшуан · Цай Тунтун · Чоу Тао · Чжан Шо · Сунь Дань · Лу Юаньян | Беларусь · Олеся Бабушкина · Анастасия Иванькова · Ксения Санкович · Зинаида Лунина · Глафира Мартинович · Алина Тумилович |

## Критика
Президент Национального олимпийского комитета Италии Джованни Петруччи, комментируя итоги выступления сборных в групповом многоборье, критически оценил судейство, предположив, что сборную Италии могли «засудить».